# Öreälven
Öreälven är en skogsälv som rinner upp på Stöttingfjället och mynnar ut i Bottenhavet nedanför Öre by i Nordmalings kommun. 
År 1987 slutförde SMHI en översyn av Sveriges namn på vattendrag och ändrade då bland annat stavningen på huvudavrinningsområde nummer 30 från Öreälv till Öreälven.

## Geografi

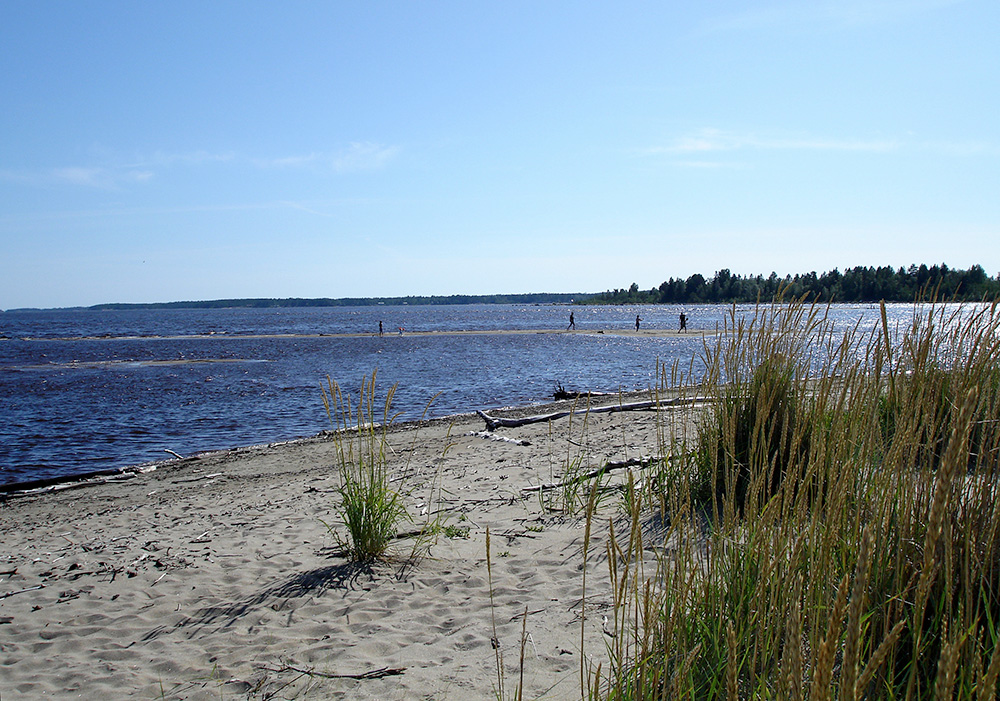
Öreälvens mynning vid Örsten.

Öreälven rinner upp på Stöttingfjället vid gränsen mellan Lycksele, Vilhelmina och Storumans kommuner och mynnar i Bottenhavet vid Örsten utanför Öre by i Nordmalings kommun. Älven är ungefär 190 km lång. Avrinningsområdets storlek är 3 029 km² och den totala vattendragssträckan 1 449 km. Medelflödet vid utloppet är 33,7 m³/s. Avrinningsområdet består till 79 % av skog, 15 % våtmarker, 3 % vatten, 2,3 % jordbruksmark och 0,2 % mindre samhällen. Den genomsnittliga befolkningstätheten är ungefär 2,8 personer/km².
Älvens översta del, ofta kallad Örån, går huvudsakligen genom Lycksele kommun genom ett sjöfattigt skogs- och myrlandskap med mycket sparsam bebyggelse i anslutning till älven. Efter ungefär halva loppet mynnar ån i Örträsksjön där odlad bygd tar vid. Nedströms Örträsksjön rinner Öreälven in i Bjurholms kommun. Där finns en lång meandersträcka med korvsjöar mellan Bjurholm och Agnäs. Något nedströms Agnäs rinner Öreälven in i Nordmalings kommun där det finns ytterligare en meandersträcka mellan Hummelholm och Brattfors.
Viktigare biflöden från källorna till havet är Bäverbäcken och Granån, som båda förenar sig med huvudfåran nedanför Bratten, samt Vargån, som mynnar i Örträskjön, och Balån, som mynnar mellan Bjurholm och Agnäs. Granån är det största biflödet med ett avrinningsområde på 536 km².

## Kulturvärden

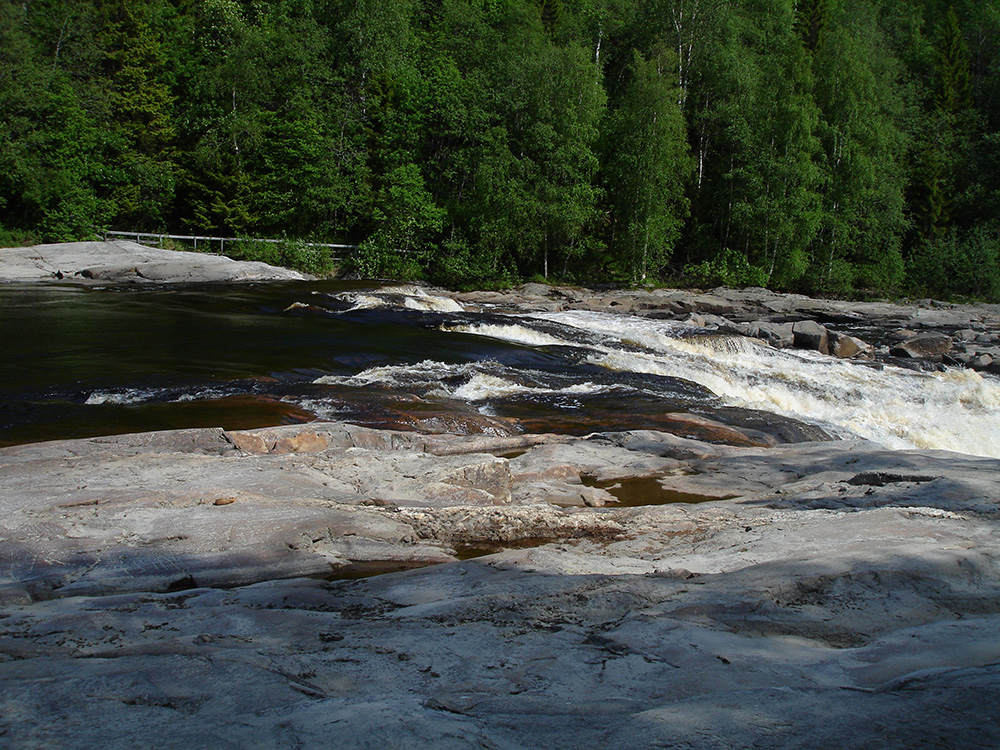
Laxforsen med klipporna där de knappt urskiljbara hällristningarna finns.

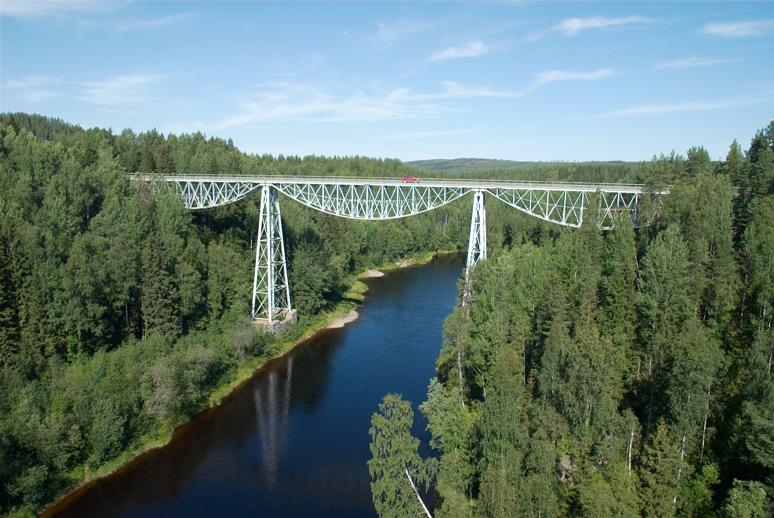
Den äldsta av Tallbergsbroarna, slutförd 1891, nu använd för biltrafik.

Vid Laxforsen nära Torrböle i Nordmalings kommun finns hällristningar, troligen från bronsåldern, med totalt elva figurer: fyra skepp, en djurfigur (älg eller hjort), ett par fotsulor, en halvcirkel och några obestämbara ristningar.
I närheten av byn Tallberg i Nordmalings kommun finns Tallbergsbroarna, tre järnvägsbroar som under olika epoker varit en del av Norra stambanan. Den första byggdes 1889–91 och är en stålbro med hängande parabelfackverk i fyra spann. Den var dimensionerad för 14 tons axeltryck och en tåghastighet av 20 km/h. Den andra byggdes 1917–19 och är en bågbro i armerad betong. Den dimensionerades för betydligt tyngre tåg än den första och var på sin tid världens längsta för normalspårig järnvägstrafik med ett spann på 90,7 meter. Den tredje bron, som ännu är i bruk för tågtrafiken på stambanan, byggdes 1994 och är en lådbalksformad bro av stål och betong. Sedan 1938 används den äldsta stålbron för biltrafiken på vägen mellan Nyåker och Hörnsjö.
Kulturlandskapet vid Örträsk och Hummelholm är av riksintresse för kulturmiljövården.

## Naturvärden
Öreälven med samtliga biflöden ingår i EU:s nätverk av skyddad natur, Natura 2000 (SE0810434). Älven är också av riksintresse för naturvården. I Öreälven finns bland annat utter och flodpärlmussla.

### Fiske
Öreälven har mycket värdefulla bestånd av lax och öring. Torrbölefallet, 25 km från mynningen, är ett partiellt vandringshinder men lax och öring tar sig vanligtvis sig förbi. Även harr och sik kommer upp från havet och leker i älvens nedre del.

## Friluftsliv

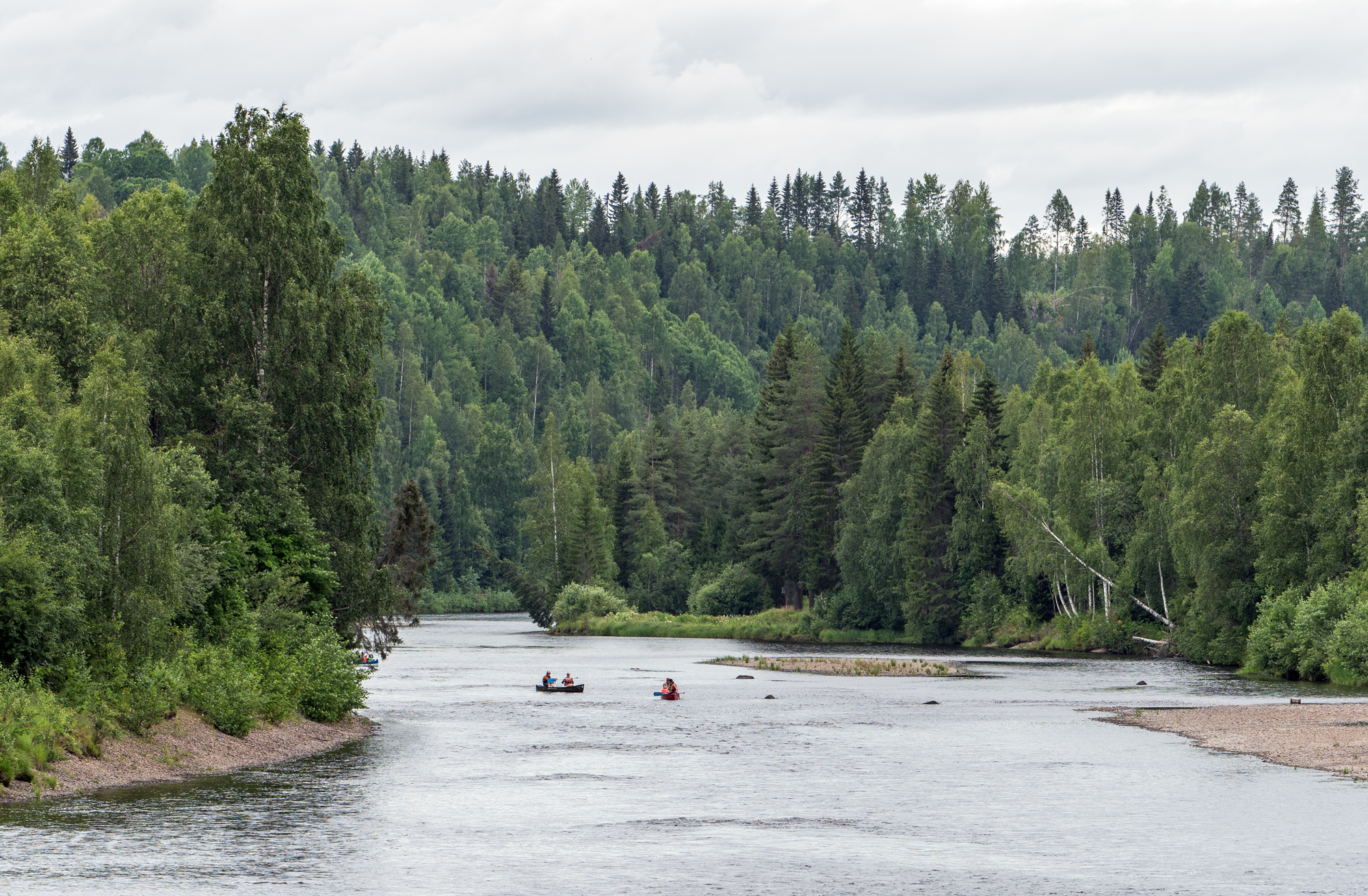
Öreälven är en populär kanotled. Här vid naturreservatet Lagnäset.

Öreälven är känd som en god kanotled. Längs älven går även vandringsleden Öreälvsleden. 

## Exploatering

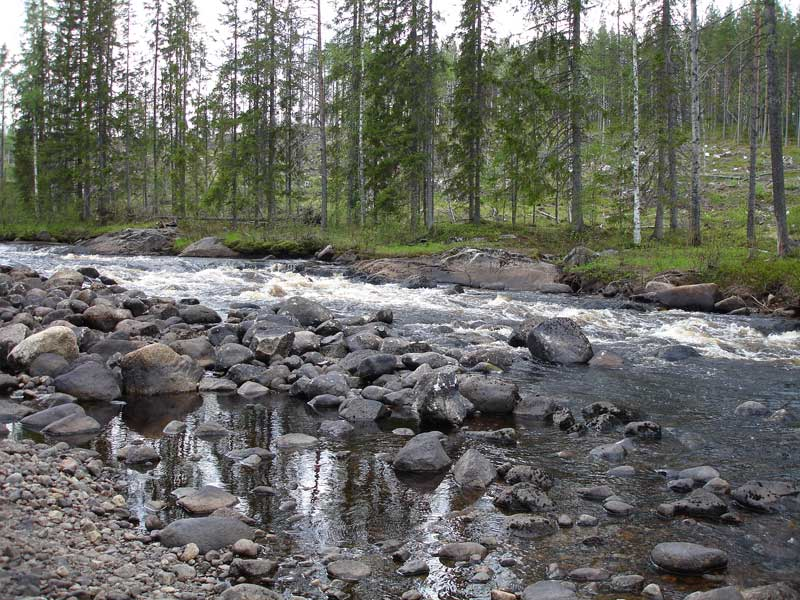
Fors i Granån som rensats på sten för att underlätta flottningen.

### Flottning
Flottning förekom i Öreälven från andra halvan av 1700-talet, då för att försörja vattensågen i Håknäs, och fram till 1977. 38 % av älvsystemet har varit allmän flottled. På mer än 200 ställen har älven modifierats på olika sätt för att underlätta flottningen, men återställningsarbeten har genomförts i många forsar i huvudfåran samt i biflödet Vargån.

### Vattenkraft
I Öreälven finns mindre vattenkraftverk i Storforsen, Agnäs och Brattforsen. En fiskvandringsväg finns förbi kraftverket i Agnäs, medan kraftverket i Storforsen utgör ett vandringshinder. Troligen var dock Storforsen i sig ett naturligt vandringshinder. Ett minikraftverk finns i Vänjaurbäcken. Vattenflödet är oreglerat. Numera råder förbud mot vattenkraftsutbyggnad i Öreälven enligt 4 kap. 6 § i Miljöbalken.